# Jiří Novák (malíř)
Jiří Novák (1. února 1925 Poděbrady – 21. června 1994 Plzeň) byl český malíř, scénograf a autor kostýmních návrhů.

## Život
Za druhé světové války se vyučil malířem skla v poděbradských sklárnách, po válce vystudoval v Novém Boru umělecké návrhářství skla a po kreslířské práci v návrhárně lustrů pracoval rok jako zástupce vedoucího v návrhárně n. p. Borokrystal v Novém Boru. Dva roky učil v odborném učilišti. V roce 1949 vykonal zkoušky na pražskou Vysokou umělecko-průmyslovou školu k prof. Kaplickému a byl frekventantem prvního specializovaného ročníku uměleckých sklářů s monumentálním zaměřením. Za své návrhy v průběhu i na závěr studia získal ceny ministerstva školství i v mezifakultních soutěžích. Po dvouletém výtvarném působení v Domě armády v Mladé Boleslavi byl přijat na konkurs plzeňského divadla jako šéf malírny. Veřejnosti v Plzni se poprvé představil obrazy, jimiž se úspěšně účastnil soutěže pro Muzeum dělnického hnutí. Malířská tvorba provázela stále profesi J. Nováka a stala se svědectvím jeho života a myšlení.

### Tvorba
Názorově vycházel z malířského impresionismu L. Kuby. Technice pastelů se věnoval 17 let; malý formát odpovídal jeho způsobu zpracování pocitového zážitku v nepřerušeném časovém úseku, dokud vzpomínka a náčrt z přírody mohou evokovat původní dojmy. Po přechodu k tempeře a oleji se v 80. letech opět vrátil k pastelové technice, v níž se mu nejlépe dařilo barvou vyjádřit dramatickou dějovost a živý pohyb v přírodě i životě lidí, soustředěný do proměn světelné energie.
Ve volné tvorbě se zaměřil na scénografii, krajinomalbu a figurální tematiku. V 50. letech vystavoval své práce na přehlídkách čs. skla v ČSSR i zahraničí (1954–1959 v Bruselu, Kanadě, Polsku, NDR, Moskvě, Benátkách, Miláně, Praze). Samostatně vystavoval v Plzni (1962, 1969, 1982, 1985, 1986) a v Mladé Boleslavi (1957). Byl členem Umělecké besedy. Od roku 1960 se pravidelně zúčastňoval výstav ZKO SČVU a výstav tvůrčích skupin. Z rozměrnějších realizací vytvořil malířský triptych Počátky dělnického hnutí na Plzeňsku pro Západočeské muzeum (1960) a okna z leptaného a barevného skla MŠ v Klatovech (1971). Jeho tvorba je zastoupena ve sbírkách Západočeského muzea, Západočeské galerie, atd.

### Osobní život
První manželství uzavřel s výtvarnicí Olgou Umlaufovou. Zřejmě se seznámili v Mladé Boleslavi, kde měla výstavu v roce 1958. V Praze měli společný ateliér. Od roku 1959 žil v Plzni. Zde byl zaměstnán jako jevištní výtvarník v divadle J. K. Tyla. V roce 1967 se podruhé oženil. Po zdravotních problémech přešel na Investiční oddělení divadla J. K. Tyla. Nakonec odešel v roce 1978 do plného invalidního důchodu.

### Profesní životopis
- 1940–1945 malíř skla v Poděbradech
- 1945–1947 studium na Státní odborné škole sklářské v Novém Boru u S. Libenského, poté krátce působí jako návrhář v n. p. Borské sklárny
- 1947–1949 učitelem v odborném učilišti
- 1949–1954 vystudoval VŠUP v Praze u J. Kaplického se specializací na duté sklo a užitnou malbu
- výtvarné působení v Domu armády v Mladé Boleslavi
- 1954–1959 externí člen ÚBOK Praha pro obor skla